# Saison 1973-1974 de l'Élan sportif chalonnais
Saison d'Excellence Régionale masculine de Bourgogne 1973-1974 de l'Élan chalon en première division régionale de Bourgogne, avec une première place.

## Effectifs
| Nationalité | Joueur               | Taille |
| ----------- | -------------------- | ------ |
|             | Roland Blondel       | 1,81 m |
|             | Dominique Juillot    | 1,78 m |
|             | Alain Gallet         | 1,79 m |
|             | Jean-Claude Berthoud | 1,79 m |
|             | Joaquim Veloso       |        |
|             | Michel Monnier       | 1,88 m |
|             | Stephan Szczecinski  | 1,84 m |

- Entraineur :  Stephan Szczecinski

## Matchs

### Championnat
Les équipes que rencontre Chalon sont : Saint-Rémy, Dijon 2, Fourchambault-Nevers, Auxerre, PTT Dijon, Le Creusot, Saint-Loup-de-Varennes et Plombières-les-Dijon.
- Chalon-sur-Saône / Saint-Rémy : 76-63[1]
- Chalon-sur-Saône / PTT Dijon : 78-72[2]
- Chalon-sur-Saône / Fourchambault-Nevers : 80-54[3]
- Auxerre / Chalon-sur-Saône : 49-74[4]

Extrait du classement d'Excellence Régionale masculine de Bourgogne 1973-1974